# Zeche Neubommerbank
Die Zeche Neubommerbank ist ein ehemaliges Steinkohlenbergwerk in Bommern. Das Bergwerk war auch unter den Namen Zeche Neue Bommerbank und Zeche Neue Bommerbank Stolln bekannt. Das Bergwerk befand sich im Bereich östlich vom Muttental. Es gehörte zum Märkischen Bergamtsbezirk und dort zum Geschworenenrevier Hardenstein.

## Geschichte

### Die Anfänge
Am 9. Februar des Jahres 1743 wurde ein Längenfeld für den Abbau im Flöz Geitling verliehen. Das Flöz hatte hier eine Mächtigkeit von bis zu 1,5 Metern und fiel etwa 66 Gon in Richtung Norden ein. In den Jahren 1754 und 1755 war das Bergwerk im Bereich östlich vom Dicken Berg in Betrieb. Im Sommer des Jahres 1843 berieten die Gewerken des Bergwerks zusammen mit den Gewerken der Zeche Oberste Frielinghaus, wie ihre beiden Grubenfelder besser durch den St. Johannes Erbstollen gelöst werden könnten. Die beiden Möglichkeiten, die sich ergaben, wurden jedoch verworfen. Grund hierfür war, dass der Stollen, bedingt durch den alten Abbau, nicht mehr an allen Stellen befahrbar war. Nachdem sich der Hauptgewerke von Neubommerbank, W. Gethmann, von Wilhelm Berghaus, dem Hauptgewerken der Zeche Neuglück & Stettin, am 28. August desselben Jahres die Genehmigung zur Unterfahrung des Grubenfeldes von Neuglück & Stettin eingeholt hatte, ließ er ein Flügelort anlegen. Dieses Flügelort wurde etwa zwölf Meter unterhalb des Feldes der Zeche Neuglück & Stettin im Flöz Mausegatt-Unterbank angelegt. Ab dem Jahr 1853 wurde das Bergwerk nun Zeche Neue Bommerbank Tiefbau genannt. In diesem Jahr wurde ein Querschlag in nördlicher Richtung zu den Flözen Neubommerbank und Oberste Frielinghaus 1 aufgefahren.

### Die weiteren Jahre bis zur Stilllegung
Im Jahr 1854 wurde das Bergwerk erneut in Betrieb genommen. Die Lösung der Grubenwässer erfolgte über den St. Johannes Erbstollen. Zu diesem Zeitpunkt diente der St. Johannes Erbstollen auch als Förderstollen für einen Teil der geförderten Kohlen. Ein Teil der abgebauten Kohlen wurde im Schacht Friedrich der Zeche Oberste Frielinghaus gefördert. Während der weiteren Jahre war der Betrieb des Bergwerks mehrfach unterbrochen. Im Jahr 1860 war die Zeche nachweislich in Betrieb. Am 3. Februar des Jahres 1862 wurde der Betrieb der Zeche Neubommerbank gestundet. Im Laufe des Jahres wurde die Zeche wieder in Betrieb genommen. Im Jahr 1865 wurde mit der Zeche Vereinigte Louisenglück ein Vertrag geschlossen, der den Abbau im Bereich der Feldesgrenzen regelte. Die Zeche Neubommerbank erhielt die Genehmigung, oberhalb der 2. Sohle der Zeche Vereinigte Louisenglück im Tiefbau abzubauen. Die abgebauten Kohlen wurden über den Schacht Elisabeth der Zeche Vereinigte Louisenglück gefördert. Im Jahr 1868 wurde der Betrieb im Stollenbau wieder aufgenommen. Die abgebauten Kohlen wurden durch einen Stollen der Zeche Louischen gefördert. Im selben Jahr wurden im Tiefbau der Abbau oberhalb der 3. Sohle der Zeche Vereinigte Louisenglück begonnen. Zum Ende des Jahres 1876 wurde der Tiefbau außer Betrieb gesetzt. Im Jahr 1880 wurde der Tiefbau wieder in Betrieb genommen. Im Oktober des Jahres 1882 wurde die Zeche Neubommerbank stillgelegt.

## Förderung und Belegschaft
Die ersten bekannten Belegschafts- und Förderzahlen stammen aus dem Jahr 1855, damals waren sieben Bergleute auf dem Bergwerk beschäftigt, die eine Förderung von 5720 preußischen Tonnen Steinkohle erbrachten. Im Jahr 1865 wurden mit vier Bergleuten 1396 Tonnen Steinkohle gefördert. Im Jahr 1867 wurden 3583 Tonnen Steinkohle gefördert. Im Jahr darauf wurden zusammen aus dem Stollen- und dem Tiefbau 3662 Tonnen Kohle gefördert, diese Förderung wurde von zehn Bergleuten erbracht. Im Jahr 1870 wurden 2807 Tonnen Steinkohle gefördert. Auf dem Bergwerk wurden ziemlich gute Fettkohlen abgebaut. Im Jahr 1874 wurden von 10 Bergleuten 3635 Tonnen Steinkohle gefördert. Auch die in diesen Jahren erbrachte Förderung wurde zusammen aus dem Stollen- und dem Tiefbau erbracht. Im Jahr 1880 wurden mit vier Bergleuten 1237 Tonnen Steinkohle gefördert. Die letzten bekannten Förderzahlen des Bergwerks stammen aus dem Jahr 1882, es wurden 644 Tonnen Steinkohle gefördert.